# Friedrich von Stolberg

Familienwappen

Friedrich von Stolberg († 1314) war 1313 und 1314 Gegenbischof im Bistum Würzburg.
Friedrich stammte aus dem weitverzweigten Geschlecht der von Stolberg. Der Domherr wurde offenbar nachträglich nach der Wahl von Gottfried III. von Hohenlohe von einer Minderheit zum Bischof gewählt und von Ludwig dem Baiern favorisiert. Er starb an der Kurie. Erst 1317 einigten sich alle Parteien auf Gottfried III.